# Profesor a mi medida
Profesor a mi medida (título original: So Fine) es una película estadounidense dirigida por Andrew Bergman y estrenada en 1981. Está protagonizada por Ryan O'Neal.

## Argumento
Un profesor de literatura deja aparcadas las clases para dar un golpe de mano a su padre con el negocio familiar, una fábrica de moda femenina, que está a punto de ir a la ruina. Todo serán líos para el joven profesor, quien, entre otras cosas, inventará unos tejanos muy particulares.

## Reparto
- Ryan O'Neal: Bobby Fina
- Jack Warden: Jack
- Mariangela Melato: Leerá
- Richard Kiel: Eddie
- Fred Gwynne: Chairman Lincoln
- Mike Kellin: Sam Schlotzman
- David Rounds: el profesor McCarthy
- Joel Stedman: el profesor Yarnell
- Angela Pietropinto: Sylvia